# Tancredo de Tancarville
Tancredo de Tancarville, también citado como Tancredo el Vikingo, Tancred de Ville Tancrède y Tancret de Tancredivilla (c. 892) fue un noble normando de origen vikingo. Existe la teoría que era descendiente de un rey del mar llamado Sveidi (c. 740-832), procedente del reino de Romsdal, Noruega. Se le considera el primer referente de la familia de Tancarville. Su ascendencia no está confirmada, pero algunos datos lo posicionan como uno de los barones más importantes al servicio de Rollo quien asentó sus fuerzas a orillas del Sena. Estando con Rollo en Saint-Clair-sur-Epte, recibió como recompensa las tierras de lo que luego se convertiría en Tancarville y sus alrededores, y se estableció allí. Estableció su primera propiedad en Boscherville y Roumare, ambas muy cerca de Ruán sobre el primer promontorio que protegía la desembocadura del Sena, para posteriormente entrar en posesión del honor de Tancarville incluido en el bosque de Lillebonne, reserva ducal, por sus servicios prestados a los duques de Normandía, en el segundo cuarto del siglo XI. La propiedad de Tancredo era un allodium, que significaba una propiedad absoluta, a diferencia de un feudo, cuyas tierras estaban sujetas al rey u otro noble. 
El nombre de Tancarville no aparece registrado hasta principios del siglo XII, mencionado por primera vez en una carta de Enrique I de Inglaterra en 1103. Entre los barones mencionados como testigos se encuentra Guillermo [Willelmus] de Tancarvilla. Hasta entonces todos los miembros de la familia habrían sido llamados de la Ville Tancrède o Tancardi Villa. La descendencia de Tancredo permaneció estrechamente vinculada a la familia real, convirtiéndose en los chambelanes hereditarios de Normandía y de Inglaterra, así como en muchos otros cargos de la corona. Esta familia era conocida en las más altas esferas de la aristocracia anglonormanda, como los señores de Tancarville. Raoul de Ville Tancrède (Raoul fitz Gerald le Chamberlain, 1008-1080) fue tutor-chambelán de Guillermo el Conquistador, fundador de la abadía de San Jorge de Boscherville en 1055, y posteriormente construyó un castillo fortificado en el extremo occidental de su heredad tras la autorización ducal. Raoul fue padre de Guillermo de Tancarville.

## Herencia
Se desconoce el nombre de su esposa, pero los registros contemporáneos mencionan a dos hijos:
- Rabel de Tancarville (c. 915);
- Odobone de Tancarville [de Hauteville] (c. 935), esposa de Gerold de Tancarville (975-1025).[10]